# Necros Christos
Necros Christos est un groupe allemand de death-doom, originaire de Berlin.

## Histoire
Le groupe se forme en 2001 et publie en cinq ans cinq démos et quatre EP et singles. En 2006, il signe avec le label Sepulchral Voice Records et publie l'année suivante le premier album, Triune Impurity Rites. Peu après, le batteur Luciferus Christhammer quitte le groupe. Après une pause de quatre ans, le groupe travaille pour le deuxième album Doom of the Occult qui sort début 2011.

## Style musical
Le style musical de Necros Christos se caractérise par blast beats, sons techniques et voix gutturales. Le groupe s'inspire aussi de la musique baroque italienne, et de groupes comme Coven, Salem Mass et The Jimi Hendrix Experience

## Membres

### Membres actuels
- Mors Dalos Ra - chant, guitare
- The Evil Reverend N. - guitare
- Pete Habura - basse
- Ivan Hernandez - batterie

### Anciens membres
- Martin Chain - batterie
- Luciferus Christhammer - batterie

## Discographie

### Albums studio
- 2007 : Triune Impurity Rites
- 2011 : Doom of the Occult

### Démos
- 2002 : Necromantic Doom
- 2003 : Black Mass Desecration
- 2004 : Ritual Doom Rehearsal
- 2004 : Grave Damnation
- 2004 : Ritual Crucifixion

### EP et singles
- 2004 : Curse of the Necromantical Sabbath
- 2004 : Baptized by the Black Urine of the Dead
- 2005 : Split-EP avec Loss
- 2006 : Split-EP avec Teitanblood